# Шведска на Европском првенству у атлетици у дворани 1970.
Шведска је учествовала на 1. Европском првенству у дворани 1970. одржаном у Бечу, Аустрија,  14. и 15. марта.  Репрезентацију Шведске представљало је 7 спортиста (6 мушкараца и 1 жена) који су се такмичили у 7 дисциплина (6 мушких и 1 женска).
Прву медаљу за Шведску на европским првенствима у дворани освојио је 15. марта, скакач мотком, Ћел Исаксон који је заузео друго место, што је уједно била и једина медаља коју је Шведска освојила на овом првенству.
Са једном освојеном сребрном медаљом Шведска је у укупном пласману делила десто место са Ирском од 14 земаља које су на овом првенству освојиле медаље, односно 24 земље учеснице. У табели успешности према броју и пласману такмичара који су учествовали у финалним такмичењима (првих 8 такмичара) Шведска је са 4 учесника у финалу заузела 10 место са 19 бодова, од 23 земље које су у финалу имале представнике. Једино Турска није имала ниједног представника.
| Плас. | Земља   | 1. место | 2. место | 3. место | 4. место | 5. место | 6. место | 7. место | 8. место | Бр. финал. - Бод. |
| ----- | ------- | -------- | -------- | -------- | -------- | -------- | -------- | -------- | -------- | ----------------- |
| 10.   | Шведска | 0        | 1—7      | 0        | 1—5      | 1—4      | 1—3      | 0        | 0        | 4—19              |

## Учесници
| Бр. | Дисциплина   | Мушкарци          | Жене           | Укупно |
| --- | ------------ | ----------------- | -------------- | ------ |
| 1.  | 400 м        |                   | Карин Лундгрен | 1      |
| 2.  | 800 м        | Нилс Ерик Емилсон |                | 1      |
| 3.  | 1.500 м      | Улф Хелберг       |                | 1      |
| 4.  | Скок увис    | Јан Далгрен       |                | 1      |
| 5.  | Скок мотком  | Ћел Исаксон       |                | 1      |
| 6.  | Скок удаљ    | Ларс Олоф Хек     |                | 1      |
| 7.  | Бацање кугле | Торд Карлсон      |                | 1      |
|     | Укупно (7)   | 6                 | 1              | 7      |

## Освајачи медаља
- Сребро

1. Ћел Исаксон — Скок мотком

## Резултати

### Мушкарци
| Атлетичар         | Дисциплина   | Лични рекорд | Квалификације | Квалификације | Финале               | Финале | Детаљи |
| Атлетичар         | Дисциплина   | Лични рекорд | Резултат      | Место         | Резултат             | Место  | Детаљи |
| ----------------- | ------------ | ------------ | ------------- | ------------- | -------------------- | ------ | ------ |
| Нилс Ерик Емилсон | 800 м        |              | 1:52,6        | 5 у гр. 2     | Није се квалификовао | 11/ 12 |        |
| Улф Хелберг       | 1.500 м      |              | 3:52,8        | 4 у гр. 2 КВ  | 3:50,7               | 5/14.  |        |
| Јан Далгрен       | скок увис    |              |               |               | 2,08                 | 12/18. |        |
| Ћел Исаксон       | скок мотком  | 5,34 СРд     |               |               | 5,25                 |        |        |
| Ларс Олоф Хек     | скок удаљ    |              |               |               | 7,52                 | 11/19. |        |
| Торд Карлсон      | бацање кугле |              |               |               | 18,33                | 6/10.  |        |

### Жене
| Атлетичарка    | Дисциплина | Лични рекорд | Квалификације | Квалификације | Финале   | Финале | Детаљи |
| Атлетичарка    | Дисциплина | Лични рекорд | Резултат      | Место         | Резултат | Место  | Детаљи |
| -------------- | ---------- | ------------ | ------------- | ------------- | -------- | ------ | ------ |
| Карин Лундгрен | 400 м      |              | 55,2          | 1 у гр. 3 КВ  | 53,8     | 4/ 9   |        |